# Harpagoxenus zaisanicus
Harpagoxenus zaisanicus is een mierensoort uit de onderfamilie van de Myrmicinae. De wetenschappelijke naam van de soort is voor het eerst geldig gepubliceerd in 1963 door Pisarski.